# 阿爾茨托夫斯基半島

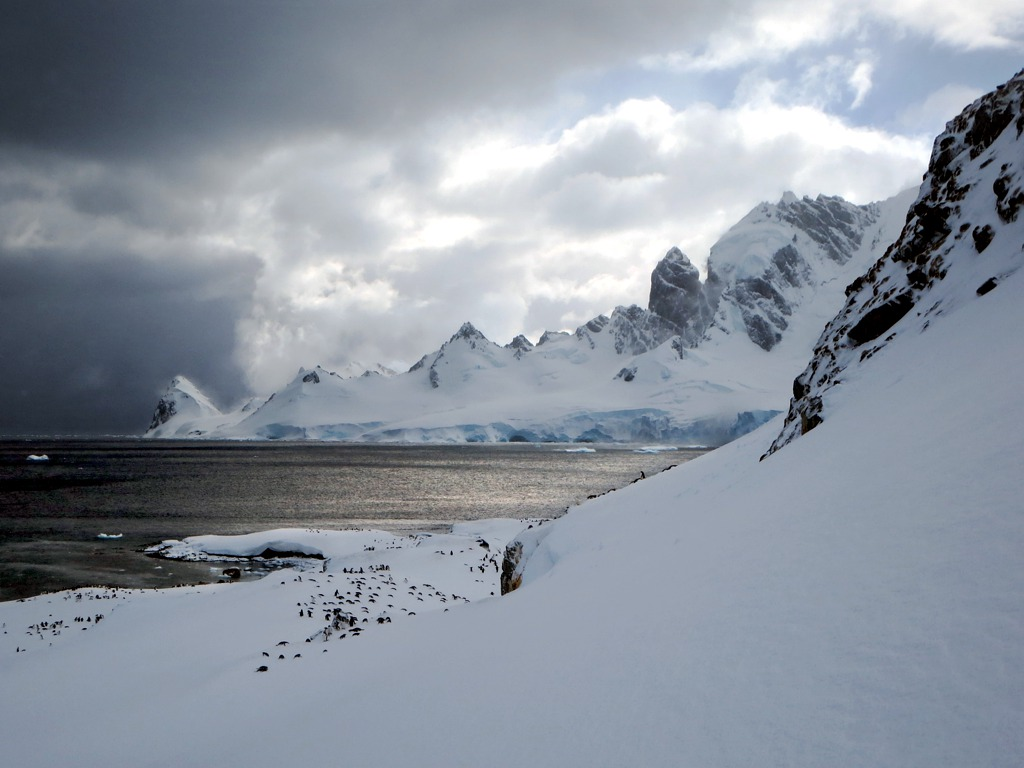

64°45′S 62°25′W / 64.750°S 62.417°W
阿爾茨托夫斯基半島（英語：Arctowski Peninsula）是南極洲的半島，位於葛拉漢地西岸，長24公里，處於安沃爾灣和威爾米納灣之間，由保加利亞的極地探險隊發現。